# Crime de guerre de Laclotte
Les évènements de Laclotte désignent un crime de guerre survenu le 7 juin 1944 à Castelculier, dans le département français de Lot-et-Garonne. Ils sont orchestrés par la Gestapo d’Agen sous les ordres de Johann Freidrich Zorn avec la collaboration de Français. Une opération contre la résistance française du Corps franc Pommiès est menée par la 2e division SS Das Reich, des Waffen-SS sous la conduite de la Gestapo.
L’assaut de Laclotte se termine par la fusillade de 4 civils et un résistant. L’opération contre la résistance se poursuit le même jour à Saint-Pierre-de-Clairac. Stationnée à Valence d'Agen avant les faits, la 2e Panzerdivision SS Das Reich sera responsable quelques jours plus tard des massacres de Tulle et d’Oradour-sur-Glane.

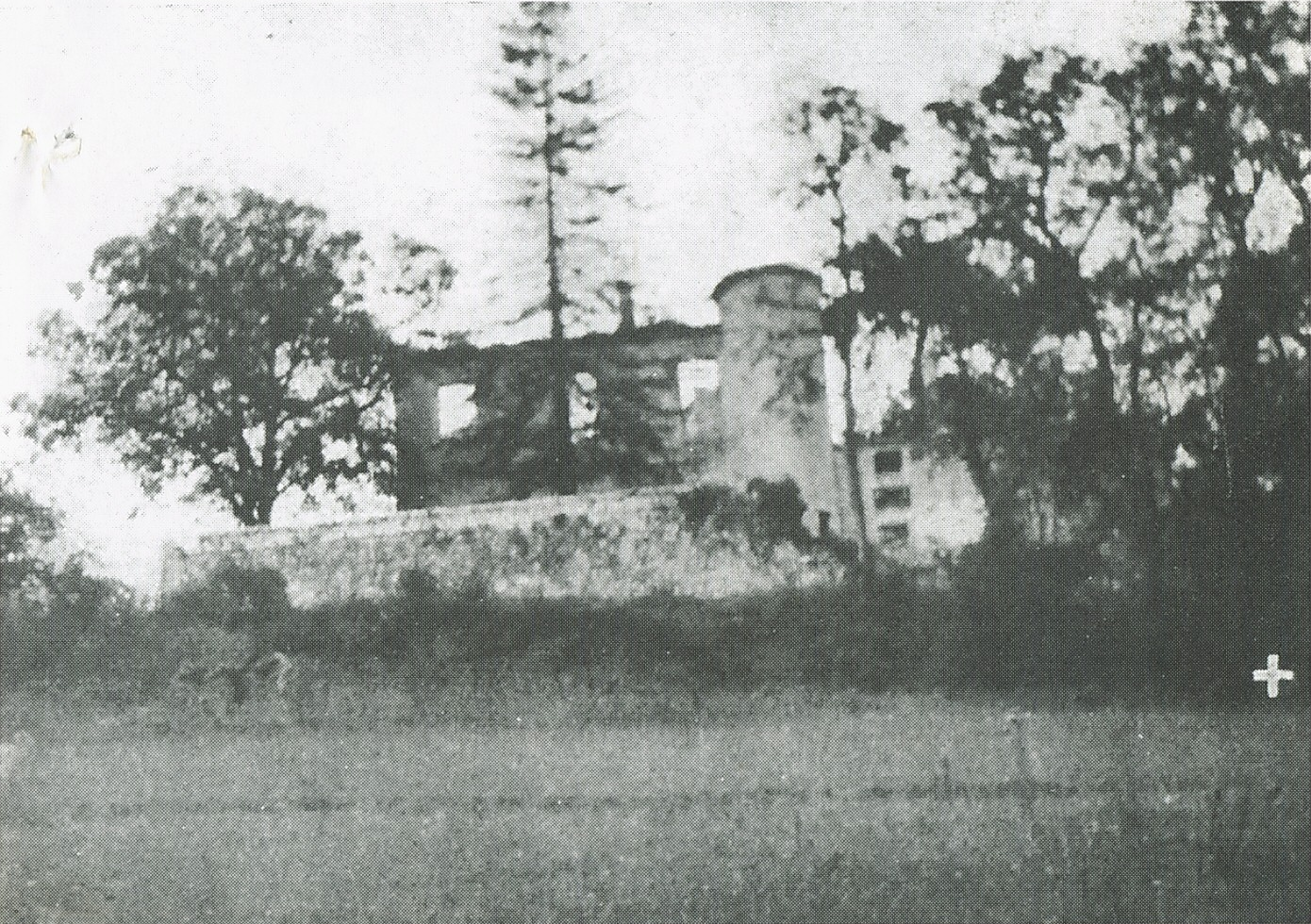
Château de Laclotte en 1946 et emplacement où furent fusillés des civils le 7 juin 1944

## Contexte

### Le débarquement du 6 juin 1944
Grâce aux rares possesseurs de radios, on sait que de terribles combats font rage sur les plages de Normandie. Le débarquement tant attendu a bien eu lieu. C’est l’opération Overlord. Au prix de lourdes pertes, les G.I., les Canadiens, les Britanniques, tous les soldats alliés ont débarqué sur les plages d’Utah Beach, Omaha Beah, Gold Beach, Juno Beach et Sword Beach, sous le feu des batteries ennemies souvent intactes. La tête de pont est solidement établie.

### Le Corps Franc Pommiès
Le 5 juin en début de soirée, les deux messages annonciateurs du débarquement pour le lendemain sont diffusés de Londres. C’est aussi l’ordre pour le Corps franc Pommiès de passer à la lutte ouverte, par des actions de sabotage et de guérilla. Les trois compagnies du bataillon du C.F.P. d’Agen sont aussitôt mobilisées. La compagnie Fred Streiff installe provisoirement son poste de commandement au château de Laclotte, sa zone d’action est la partie sud-est d’Agen. Sont alors notamment concernées les sections Raymond Guichard de Bon-Encontre, André Mazeau et Maurice Mainguet de Saint-Pierre-de-Clairac. 
André Mazeau quitte le domicile de son père pour rejoindre son groupe de combat au PC provisoire de Laclotte, château situé à Castelculier.

### La réunion de Laclotte
Dans la soirée du 6 juin, vers minuit, le lieutenant Alfred Streiff, avec les deux officiers de sa compagnie, l’abbé Pierre Frischman (comme lui réfugié lorrain) et l’abbé Pierre Maurel (natif d’Agen), a organisé la réunion de ses chefs de groupes. Il convient, suivant les ordres du commandant du bataillon Michel Ribourt, de définir les lieux des actions à conduire « les bouchons » pour chaque groupe et leur déploiement pour le lendemain soir 7 juin.
Dans la journée et la soirée, les armes détenues par les résistants des groupes Guichard et Mazeau ont été amenées au château de Laclotte, aux fins de préparation et vérification de leur état.
Le principal dépôt d’armes de la compagnie avait lui été constitué, au château de Castelculier, par le groupe Guichard chargé de l’armement de la compagnie. Ce dépôt principal est situé dans le grenier d’un local proche du domicile de Joseph Ribourt. Joseph, frère aîné du commandant Michel, héberge son jeune frère depuis son repli de Fréjus en mars 1944. Résistant au sein de l’O.R.A, il était là-bas recherché par la Gestapo qui a brûlé sa maison. Il a dû fuir, et est venu se réfugier chez son frère. L’accès au grenier n’est possible que par un petit œil-de-bœuf extérieur sous le faîte du toit. Faits confirmés par les fermiers Poumeyrol, proches voisins, et Ginette Vidal (devenue Mme Castagné).
La réunion de Laclotte s’est inscrite en conformité avec les ordres du commandement du C.F.P. à la suite du débarquement.

### À Castelculier, Bon-Encontre et Pont-du-Casse
À Castelculier règne un calme apparent. Carmen Boé, 20 ans, s’est levée de bonne heure. Elle habite au lieu-dit « Moustet », une ferme proche du château de Laclotte. Son père Jean Clovis Boé, lui demande de se rendre à vélo à Bon-Encontre pour récupérer les clefs du château de Laclotte. Pendant son trajet, elle croise une colonne allemande de cinq voitures et un camion chargés de soldats en armes. Le convoi se dirige en direction de Saint-Caprais-de-Lerm. Objectif, « Laclotte », ce château érigé à flanc de coteau et propriété de la famille Chaudordy à qui l’on doit les Goya du musée d’Agen. La propriétaire, Mlle de Laborie, s’est prudemment repliée en ville à Bon-Encontre.
Non loin de là, la famille Fenot - réfugiés lorrains venus de Thimonville - était réfugiée chez M. Turin au lieu-dit « Siailles », une ferme située sur la commune de Castelculier à la limite de Bon-Encontre. Charles Fenot et son frère Hubert sont tous deux membres de la compagnie Streiff. En cette matinée du 7 juin, ils reçoivent l’ordre de l’abbé Frischman de se rendre à Pont-du-Casse pour y récupérer un autre résistant, l’adjudant Blasi, et rejoindre ensemble leur groupe de combat au PC provisoire de Laclotte. Ce militaire corse s’était réfugié à Pont-du-Casse, et y avait recruté André Fougerousse, l’un des résistants déjà sur place.

## Château de Laclotte

### Le maquis
Un groupe de maquisards a repris possession des lieux dans la journée du 6 juin 1944 pour en faire le poste de commandement provisoire (pour 48 heures). Il s’agit de la compagnie Fred Streiff, sur décision de ce dernier. Compagnie du Corps franc Pommiès, qui est l’une des compagnies du bataillon d’Agen sous commandement de Michel Ribourt, alias « Riche », depuis mars 1944. Au milieu des bois en sommet de colline, le château offre une certaine discrétion et possibilité d’échappatoire. Il s’agit de préparer le déploiement des groupes vers leurs sites d’action en soutien au débarquement. Mais, dénoncés en début de soirée du 6 juin à la Gestapo par un jeune milicien, à la suite de l’imprudence de l’adjoint du groupe Raymond Guichard, alias « Jura », chargé de l’armement, ils vont ce 7 juin 1944 en fin de matinée subir l’assaut d’une section du régiment SS Der Führer appartenant au bataillon commandé par Adolf Diekmann (bourreau d’Oradour-sur-Glane) c'est l’un de ses capitaines Karl Conrad qui commande la section. Ces hommes de la 2e division SS Das Reich de sinistre mémoire, combattants sans pitié venus du front de l’Est et rompus aux techniques de la guérilla, interviennent sous la conduite d’Henri Hanack, dit « Le balafré », de la Gestapo d’Agen et Erwin Klahr (adjoint de Johann Freidrich Zorn le chef de la Gestapo).
Dans la matinée du 7 juin, les résistants présents à Laclotte ne sont alors que huit : l’abbé lorrain Pierre Frischmann, l’Agenais André Mazeau, les Alsaciens Charles Goerig et Joseph Jaeger, le Girondin Jacques Lévy, et les Lorrains Paul Denis, Robert Venturelli et André Fougerousse.

### Les civils
Plusieurs fermiers travaillent dans les champs aux alentours du château. Dans la matinée du 7 juin, le jeune Marcel Boé travaille les terres de Laclotte, celle située juste en contrebas du château. Son père Jean-Clovis Boé travaille non loin de là sur une parcelle de terre adjacente à celle où se trouve son fils.
La famille Afflatet réside à proximité, dans une ferme située à mi-chemin entre le château et le seul accès par la route. Elle avait fui Paris pour s’installer en zone libre, pensant que Castelculier était une place plus sûre. Toute la famille est présente en cette matinée du 7 juin, à l’exception d’un des fils, parti travailler à Agen.

### L’assaut des Waffen SS
L’attaque est brève. Vers les onze heures, les maquisards décrochent grâce aux sacrifices de deux d’entre eux qui couvrent leur retraite. Mazeau, aidé de Goerig, s’oppose donc à l’assaut du château de Laclotte pour les couvrir. Paul Denis raconte dans son récit de résistant les circonstances de cette fuite, et les conditions dans lesquelles il a dû se cacher dans les bois. André Mazeau abat un Allemand. Selon Jacques Brissaud, il s’agirait d’un officier SS. Mazeau est à son tour tué et Goerig blessé. Ce dernier est fait prisonnier.
Après l’assaut, le jeune Marcel Boé, qui travaillait les terres de Laclotte, est également fait prisonnier par les soldats de la Waffen-SS. Son père, Jean Clovis Boé, est lui-même arrêté en voulant porter assistance à son fils qu’il avait aperçu chutant et pensant qu’il avait été blessé. Il sera torturé,.
Le jeune Raymond Roger Afflatet est ensuite arrêté par les Allemands près de son domicile après la mort de l’Allemand lors de l’accrochage. Son père, Émile Jean Afflatet, est également fait prisonnier près de son domicile, à 150 mètres au sud du château.
Peu de temps après, le résistant blessé lors de l’assaut et les civils faits prisonniers sont fusillés.

### Les victimes

#### Mort au combat
- André Mazeau, 21 ans.

#### Fusillade d’un résistant
- Charles Gœrig, 24 ans.

#### Fusillade de civils
- Marcel Boé, 17 ans.
- Jean-Clovis Boé, 43 ans.
- Raymond Roger Afflatet, 15 ans.
- Émile Jean Afflatet, 56 ans.

### Les incendies
Le château de Laclotte et la ferme de la famille Afflatet sont brûlés par les Allemands.

## Château de Castelculier
Vers 14 heures, la colonne quitte les lieux du drame pour se rendre au vieux château inhabité de Castelculier, probablement pour y chercher un dépôt d’armes.
À la même heure, Charles Fenot s’apprête à rejoindre son groupe de combat au PC provisoire de Laclotte, probablement avec son frère Hubert et l’adjudant Blasi, comme d’autres résistants et ce conformément aux consignes, les premières actions ne devant démarrer que dans la nuit du 7 juin. Il rencontre alors un autre résistant, lequel l’avertit de l’opération menée par les Waffen-SS à Laclotte. Il n’a probablement pas connaissance de tous les détails mais il prend conscience de la gravité de la situation et décide de se rendre à Saint-Pierre-de-Clairac pour prévenir Maurice Mainguet, le chef du groupe local de St-Pierre.

## Saint-Pierre-de-Clairac
N’ayant rien trouvé au château de Castelculier, la colonne du régiment Der Führer se dirige ensuite vers Saint-Pierre-de-Clairac et cerne le village. Les Allemands trouvent, laissée sur la table de la cuisine de l’épicerie Mainguet, une liste portant en clair la véritable identité de résistants du groupe et en regard l’arme remise la veille au soir, armes qui avaient été récupérées au domicile de Raymond Guichard, responsable de l’armement de la compagnie, à Bon-Encontre dans l’après-midi du 6 juin par les responsables du groupe du village. C’est avec cette liste de noms en main qu’Hanack et les Waffen SS rassemblent les résistants cités et tous les hommes du périmètre. Quelques heures plus tard, neuf victimes jonchent le bord de route, où sera implanté le monument à leur mémoire. Deux autres victimes seront relevées près de leur domicile incendié au lieu-dit « Rougères ».

## Enquête judiciaire
Madame Marie Afflatet, épouse d’Émile Jean Afflatet, et Madame Marcelle Boé, épouse de Jean Clovis Boé, sont les témoins indirects de la tragédie. Elles seront entendues à plusieurs reprises, notamment par des inspecteurs de la 7e brigade de recherche et de police judiciaire de Bordeaux le 18 mars 1946.

## Condamnations par la justice française
Le collaborateur Jean Lange est condamné à mort par contumace le 15 octobre 1945. Il ne sera jamais retrouvé. Henri Hanack est condamné à mort par la justice française à l’issue de son procès, puis exécuté le 8 février 1946 au matin. Johann Freidrich Zorn, chef du SD d’Agen en 1944, est condamné à 20 ans de travaux forcés par le tribunal militaire de Bordeaux en 1954.

## Cérémonie
Depuis ce drame, une cérémonie du souvenir a lieu tous les 7 juin sur les lieux de la tragédie. La première cérémonie a été organisée par René Salon, maire de Castelculier à la Libération. La mémoire de Laclotte résonne comme un témoignage, l’évocation d’un vécu transformant les contemporains en témoins.

## Archives
Les documents officiels sur les tragédies de Laclotte et de Saint-Pierre-de-Clairac sont consultables aux archives départementales de Lot-et-Garonne. Les rapports de la police judiciaire de Bordeaux et les témoignages associés sont dans le domaine public, et par conséquent librement consultables. Des dérogations sont par contre nécessaires pour l’accès aux autres dossiers, parmi lesquels le procès Hanack Henri, l’instruction Guichard Raymond, le procès Lange Jean et le dossier judiciaire de Johan Zorn, lequel se trouve au dépôt central des archives de la justice militaire à Le Blanc (Indre). Cela dit, les délais de communication des archives publiques sont désormais réduits à 75 ans depuis du loi du 15 juillet 2008 modifiant le code du patrimoine dont relèvent les archives publiques. La communication de ces derniers dossiers sera par conséquent ouverte au public à partir de 2020.